# Maria Pérez i Company
Maria Pérez i Company (Barxeta, La Costera, 1993) es maestra de educación primaria, activista social y política valenciana. Es secretaria general de Esquerra Republicana del País Valenciano (ERPV) desde marzo de 2020. Formó parte de la candidatura a las elecciones europeas Ahora Repúblicas como independiente, liderada por Oriol Junqueras (2019).
Es representante legal ante las Cortes de la ILP “ Tres Vueltas Rebelde ”, iniciativa legislativa popular por la gratuidad de los productos sostenibles para la menstruación, registrada el 23 de febrero de 2021 en las Cortes Valencianas.
Maria Pérez i Company, es graduada en educación primaria y especializada en artes y humanidades. Es activista de luchas feministas y ambientales y por los derechos de los migrantes. Forma parte de la junta de la Asociación en Defensa del Macizo del Buscarró, organización ecologista —de carácter municipal— que la impulsó en el ámbito político cuando Esquerra Republicana del País Valencià fue el único partido en posicionarse rotundamente en contra un vertedero de residuos industriales que querían implantar en su pueblo, Barxeta. Es vocal de la junta de la Asociación Natividad Yarza, registrada en septiembre de 2022 y presidida por Carme Forcadell .[cita requerida]
Maria ha trabajado en diferentes sectores, desde el sector agrícola del País Valenciano, como encajadora de naranjas. También ha trabajado en el sector comercio. [cita requerida]